# Puerto Eldorado
Puerto Eldorado är en ort i Argentina.   Den ligger i provinsen Misiones, i den nordöstra delen av landet, 1 000 km norr om huvudstaden Buenos Aires. Puerto Eldorado ligger 102 meter över havet och antalet invånare är 54 189.
Terrängen runt Puerto Eldorado är huvudsakligen platt. Puerto Eldorado ligger nere i en dal. Puerto Eldorado är det största samhället i trakten.
I omgivningarna runt Puerto Eldorado växer i huvudsak städsegrön lövskog. Runt Puerto Eldorado är det ganska glesbefolkat, med 40 invånare per kvadratkilometer.